# Losenice II
Losenice II je přírodní rezervace v okrese Klatovy vyhlášená 1. ledna 2008. Nachází se v údolí říčky Losenice jižně od vesnice Červená u Kašperských Hor při hranici CHKO Šumava a NP Šumava. Předmětem ochrany jsou zejména samovolně se vyvíjející lesní porosty (především smrčiny na podmáčených územích a horská olšina s olší šedou (Alnus incana), které pokrývají většinu plochy rezervace), společenstva bylin a dřevin na bezlesých zónách a chráněné druhy rostlin a živočichů.
Přírodní rezervace Losenice II se nachází severně od starší a menší přírodní rezervace Losenice, obě chráněná území na sebe v podstatě navazují.